# Thyreodon alayoi
Thyreodon alayoi là một loài tò vò trong họ Ichneumonidae.